# Issak (manga)
Issak (イサック, Isakku) est un seinen manga scénarisé par Shinji Makari et dessiné par DOUBLE-S, prépublié dans le magazine Monthly Afternoon depuis mars 2017 et publié par l'éditeur Kōdansha en volumes reliés. La version française est éditée par Ki-oon.
La série est une fiction historique imaginant la participation d'un mercenaire japonais à la guerre de Trente Ans au XVIIe siècle,.

## Manga
L'idée de faire participer un japonais à une guerre européenne médiévale vient du souvenir du scénariste, Shinji Makari, d'une carte d'Europe représentant des guerriers du continent accompagnés de « mousquetaires » japonais. L'auteur est particulièrement intéressé par le passage du Moyen Âge à l'époque moderne.
La série commence sa prépublication en mars 2017 dans le Monthly Afternoon. Le premier volume relié est publié par Kōdansha en juillet 2017.
La version française est publiée depuis mars 2018 par Ki-oon.

## Liste des volumes
| no | Japonais          | Japonais          | Français         | Français          |
| no | Date de sortie    | ISBN              | Date de sortie   | ISBN              |
| -- | ----------------- | ----------------- | ---------------- | ----------------- |
| 1  | 21 juillet 2017   | 978-4-06-388281-0 | 8 mars 2018      | 979-10-327-0290-1 |
| 2  | 22 novembre 2017  | 978-4-06-510346-3 | 3 mai 2018       | 979-10-327-0302-1 |
| 3  | 23 mars 2018      | 978-4-06-511054-6 | 6 septembre 2018 | 979-10-327-0307-6 |
| 4  | 23 juillet 2018   | 978-4-06-511980-8 | 6 décembre 2018  | 979-10-327-0336-6 |
| 5  | 22 novembre 2018  | 978-4-06-513448-1 | 4 avril 2019     | 979-10-327-0405-9 |
| 6  | 23 avril 2019     | 978-4-06-515192-1 | 4 juillet 2019   | 979-10-327-0428-8 |
| 7  | 20 septembre 2019 | 978-4-06-516942-1 | 7 novembre 2019  | 979-10-327-0507-0 |
| 8  | 21 février 2020   | 978-4-06-518449-3 | 18 juin 2020     | 979-10-327-0637-4 |
| 9  | 20 juillet 2020   | 978-4-06-520129-9 | 19 novembre 2020 | 979-10-327-0678-7 |
| 10 | 21 janvier 2021   | 978-4-06-521987-4 | 6 mai 2021       | 979-10-327-0794-4 |
| 11 | 21 juillet 2021   | 978-4-06-523897-4 | 20 janvier 2022  | 979-10-327-1088-3 |
| 12 | 21 janvier 2022   | 978-4-06-526463-8 | 11 août 2022     | 979-10-327-1165-1 |

## Distinctions
Le manga reçoit le 2e prix Takao Saitō en 2018.